# Inget är längesen 1969-2004
Inget är längesen 1969-2004 är ett 2 CD samlingsalbum med Blå tåget/Gunder Hägg utgivet 2005 på MNW.
Urvalet är gjort av Ann-Marie Forsberg-Beckman i samarbete med Blå tågets medlemmar. Materialet är remastrat av Curt-Åke Stefan. Samlingsalbumet innehåller låtar från Blå tåget/Gunder Häggs samtliga album från debuten Tigerkaka (1969) till I tidens rififi (2004).